# Campo del Drappo d'Oro

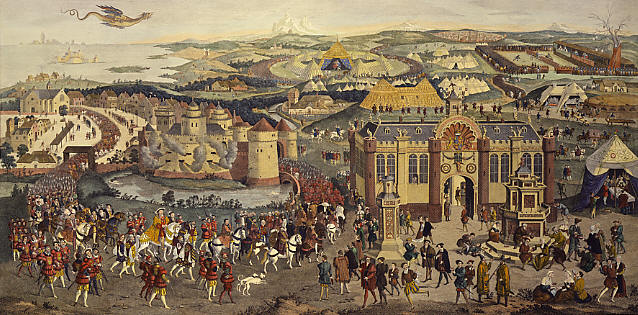
Incisione di James Basire del 1774, da un dipinto a olio del XVI secolo

Il Campo del Drappo d'Oro fu un accampamento allestito dal re di Francia Francesco I in una vasta piana delle Fiandre fra Ardres e Guînes e tenuto fra il 7 e il 24 giugno 1520.
Esso fu sede di un celebre incontro tra Francesco I ed Enrico VIII, re d'Inghilterra. Il campo era sito fra i castelli di Ardres, appartenente alla Francia, e quello di Guînes, appartenente all'Inghilterra.
Deve la sua denominazione al fasto con cui le due potenze rivali fecero a gara. Francesco I, il cui scopo era quello di portare dalla sua parte il re d'Inghilterra e di sventare gli intrighi di Carlo V, ottenne con un trattato la conferma del matrimonio fra il proprio figlio, il Delfino di Francia Francesco di Valois (1518 – 1536) con Maria Tudor (1516 – 1558), figlia di Enrico VIII. Tuttavia l'accordo rimase lettera morta e il grande spiegamento di fasto non ebbe gli effetti desiderati.

## Il contesto

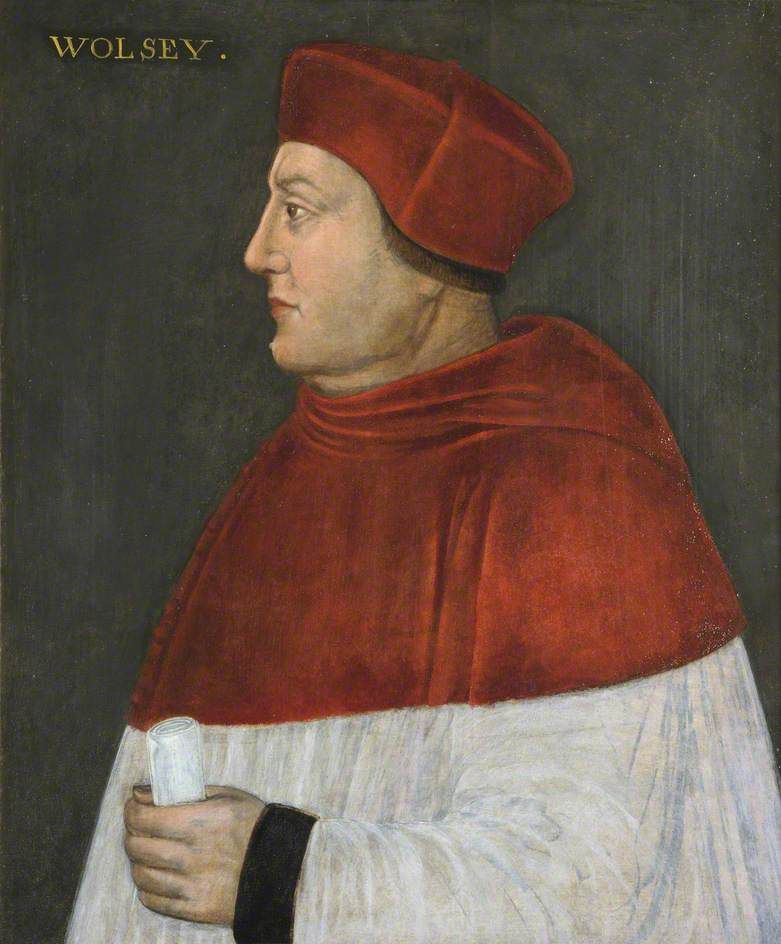
Il cardinale Wolsey

Due grandi potenze stavano emergendo a quel tempo nell'Europa continentale: la Francia, sulla quale regnava Francesco I, e l'Impero asburgico, al capo del quale stava Carlo V. Il Regno d'Inghilterra era ancora una potenza minore ed era corteggiato come alleato da entrambe le potenze maggiori. Nel 1518 il trattato di Londra, un patto di non aggressione fra le maggiori potenze europee per aiutarsi reciprocamente contro l'espansionismo dell'Impero ottomano nel sud-est europeo era stato appena firmato. Enrico VIII aveva già incontrato Carlo V un mese prima dell'incontro del Campo d'Oro nei Paesi Bassi e successivamente a Calais, unico possedimento dell'Europa continentale rimasto in mani inglesi.
Sia Enrico sia Francesco vollero essere visti come principi rinascimentali. Il pensiero rinascimentale riteneva che un principe forte poteva scegliere la pace solo da una posizione di forza. L'incontro fu preparato in modo da mostrare quanto magnificente fosse ciascuna delle due corti e quanto ciò potesse costituire la base per la pace e il mutuo rispetto fra nazioni tradizionalmente nemiche. Ogni cosa fu sistemata in modo da rappresentare l'uguaglianza delle due parti. La valle ove fu allestito il campo per il primo incontro fu scelta in modo che le due parti potessero trovarsi al medesimo livello. Il tutto fu pianificato ed eseguito dal cardinale Thomas Wolsey, una figura carismatica, maestro di eloquenza, che come legato papale aveva dalla sua il grande potere del papa Leone X.

## L'incontro

Enrico VIII d'Inghilterra; copia da Holbein

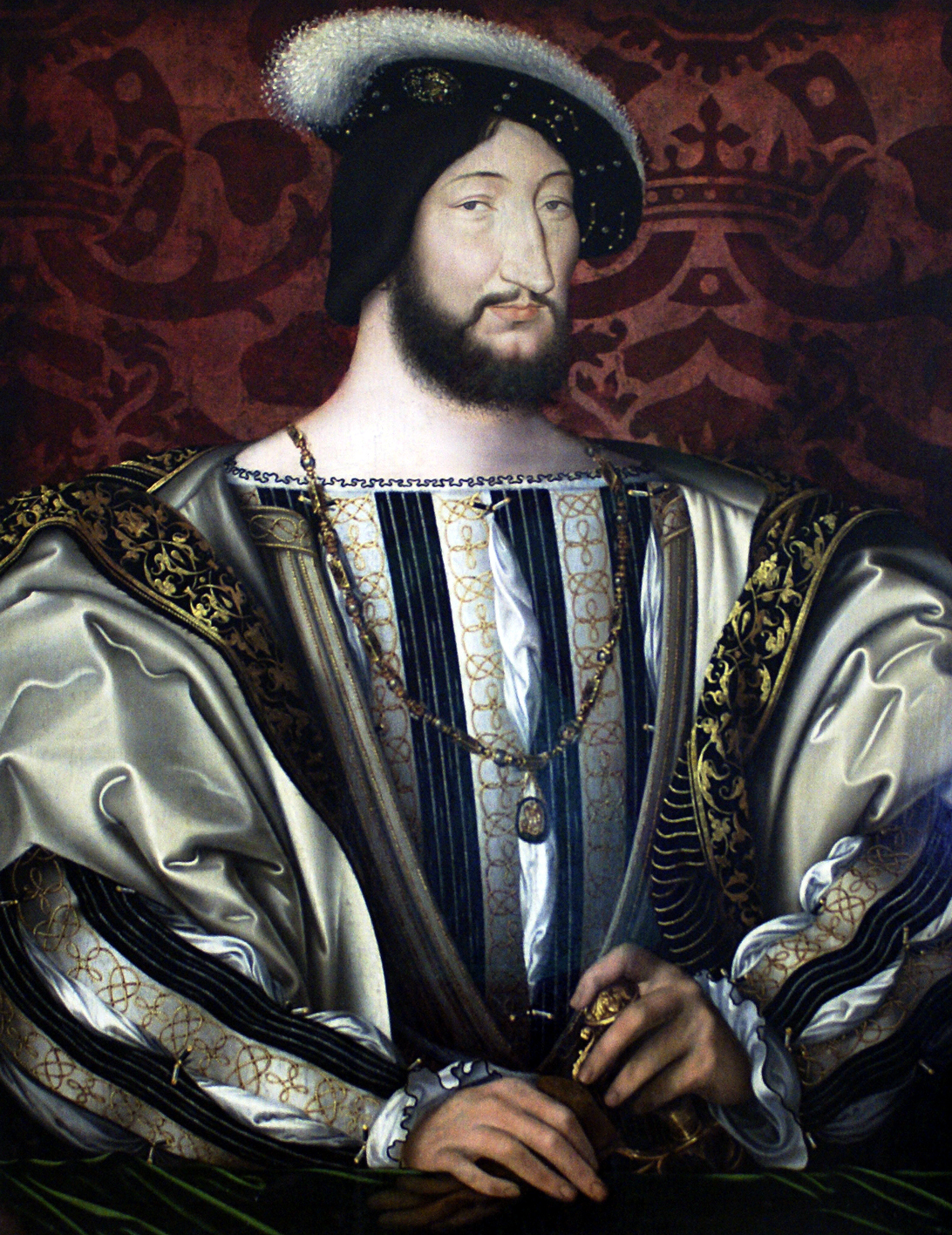
Francesco I di Francia

Ciascuno dei due cercava di sbalordire l'altro con tende e vestiti smaglianti, grandi feste, musiche, tornei e giochi. Le tende e i costumi esibivano abiti dorati, tessuti ricamati con seta e fili di oro, che diedero il nome all'evento.
Le sistemazioni più elaborate furono studiate per alloggiare i due monarchi e il loro ampio seguito; specialmente da parte di Enrico non furono risparmiati sforzi per impressionare l'Europa con questo avvenimento. Di fronte al castello di Guînes fu innalzato un palazzo provvisorio di circa 10 000 m2 per alloggiare il sovrano inglese. Il palazzo era costituito da quattro blocchi con una corte centrale, e ogni lato era lungo circa 91 m. La sola parte solida era una base in muratura alta circa due metri e mezzo. Sopra di essa furono erette "mura" alte circa 10 m fatte di stoffe sorrette da un'impalcatura di legno e dipinte in modo da assomigliare a un muro in mattoni e in pietra. Il tetto inclinato era fatto da stoffe impermeabilizzate e dipinte color piombo per dare la parvenza dell'ardesia. I contemporanei furono particolarmente impressionati dalle ampie metrature, che davano l'impressione al visitatore di trovarsi all'aria aperta. Il tutto era decorato nel modo più sontuoso e fornito a profusione di ornamenti dorati. Vino rosso sgorgava da due fontane poste all'esterno. Nella cappella officiavano 35 preti cattolici. Il compositore Jean Mouton fu molto probabilmente l'incaricato della creazione di musiche da Francesco I. L'orchestra reale francese aveva uno dei più bei cori d'Europa e i contemporanei narrano che le loro orecchie ne furono deliziate.
Il soffitto ligneo di uno degli accampamenti può successivamente essere stato installato a Ightham Mote ove, sia pur con i colori ormai sbiaditi, può essere ammirato ancora oggi. La produzione musicale da parte inglese fu condotta molto probabilmente dal compositore William Cornysh il Giovane, maestro dell'orchestra reale di Enrico VIII (vedi).
Un'idea delle dimensioni del seguito di Enrico VIII può essere ricavata dal fatto che in un mese furono mangiate 2 200 pecore più altri tipi di carne con all'incirca 1 350 pasticcini e settanta giare di marmellata di fragole. Nel campo oltre al castello furono erette 2 800 tende per ospitare i visitatori di minor riguardo.
Proveniente da Calais Enrico raggiunse il suo quartier generale a Guînes il 4 giugno 1520 e Francesco I prese domicilio ad Ardres. Dopo che il cardinale Wolsey, con uno splendido corteo, ebbe fatto visita al re francese, i due sovrani si incontrarono a Val d'Or, circa a mezza strada fra i due siti, il 7 giugno.
I giorni seguenti furono impiegati in tornei ai quali presero parte entrambi i re. Vi furono banchetti durante i quali i sovrani intrattennero ciascuno la regina dell'altro. I molti altri intrattenimenti comprendevano esibizioni di tiro con l'arco e lotta fra inglesi e francesi.
Wolsey celebrò la messa e i due re si lasciarono il 24 giugno, festa del Corpus Domini. I dipinti ritraggono un dragone volante e ciò potrebbe essere interpretato come una interruzione della stessa messa a causa di un misterioso evento costituito dal volo di un dragone o una salamandra sul capo dei presenti. I superstiziosi potrebbero aver visto in ciò un grande portento, ma si trattò probabilmente di un fuoco d'artificio accidentalmente o appositamente lanciato. Il sermone fu predicato da Richard Pace, un intimo amico di Erasmo da Rotterdam. Wolsey amministrò un'indulgenza generale per il perdono dei peccati a tutti i presenti.

## Conseguenze
L'incontro fece una grande impressione sui contemporanei, ma i risultati politici furono molto modesti. I rapporti fra i due paesi peggiorarono presto, dopo che il cardinale Wolsey aveva combinato un'alleanza con l'imperatore Carlo V, che più tardi in quell'anno dichiarò guerra alla Francia iniziando la guerra d'Italia che durò dal 1521 al 1526.